# قطعی سراسری اینترنت در ایران (۱۴۰۴)
در هفتهٔ اول جنگ ایران و اسرائیل، دولت ایران دسترسی به اینترنت را در سراسر کشور قطع کرد که منجر به کاهش ۹۷ درصدی استفاده از اینترنت در ایران شد. این اقدام باعث قطع ارتباط ایرانیان با جهان خارج شد. طبق گزارش تک‌کرانچ، شدت این محدودیت‌ها افزایش یافته است. به گفتهٔ امیر رشیدی، متخصص امنیت سایبری، دولت ایران اینترنت را «دشمن» می‌بیند و به دنبال «کنترل و سرکوب» آن است.
ایران پیش‌تر نیز برای سرکوب اعتراضات اینترنت را مسدود کرده بود، از جمله در سال‌های ۲۰۱۹ و ۲۰۲۲. سانسور اینترنت به‌طور تاریخی برای سرکوب مخالفان، اعتراضات و اپوزیسیون ایران استفاده شده و هزینه‌های اقتصادی «عظیمی» به دنبال داشته است.
دولت ایران یک اپلیکیشن جعلی استارلینک را به‌عنوان طعمه برای جاسوسی از شهروندان ایجاد کرد و همچنین اطلاعات نادرستی را برای جلوگیری از جدایی در میان نیروهای خود منتشر کرد. دولت از شهروندان خواست واتس‌اپ را حذف کنند و ادعا کرد که این اپلیکیشن جاسوس‌افزار اسرائیلی است، ادعایی که واتس‌اپ رد کرد. علاوه بر این، دسترسی به شبکه‌های اجتماعی نیز مسدود شد.

## پیش‌زمینه
در سال ۱۳۹۸، ایران اینترنت را به‌طور کامل قطع کرد. از سال ۱۴۰۱ تا ۱۴۰۳، ایران واتساپ و گوگل پلی را مسدود کرده بود.
در روزهای اول جنگ ایران و اسرائیل، گفته می‌شود که میلیون‌ها ایرانی سازمان‌ها و شخصیت‌های اسرائیلی را دنبال کرده‌اند در حالی که از سانسور اینترنتی عبور کرده‌اند. سازمان‌های نظارت بر اینترنت، NetBlocks و Cloudflare Radar اعلام کردند که در تاریخ ۲۷ خرداد، «کاهش شدید در اتصال اینترنتی» در ایران مشاهده شده است. بر اساس گزارش نیویورک تایمز، پهنای باند اینترنت در ایران ۸۰٪ کاهش یافته بود. IODA همچنین شواهدی ارائه داد که نشان می‌دهد استفاده از اینترنت در ایران ۹۷٪ کمتر از سطح عادی کاهش یافته است. ایران اعلام کرد که این اقدام در پاسخ به جنگ سایبری اسرائیل بوده است. TechCrunch گزارش داد که قطعی اینترنت در تاریخ ۲۸ خرداد نسبت به ۲۷ خرداد بدتر شده است.
با قطعی اینترنت، سیستم بانکی ایران دچار اختلال شد، طبق گزارش ایران اینترنشنال. ایران اینترنشنال گزارش داد که بانک مرکزی ایران اعلام کرد که سیستم بانکی «به‌طور عادی فعالیت می‌کند».
ایران از شهروندان خواست که واتساپ را حذف کنند و اعلام کرد که اطلاعات با اسرائیل به اشتراک گذاشته می‌شود.
بر اساس گزارش مجله تایم، ایران هیچ مدرکی برای پشتیبانی از ادعای خود دربارهٔ واتساپ ارائه نکرده است.
واتساپ ادعاهای ایران را رد کرد و در پاسخ گفت: «ما نگران هستیم که این گزارش‌های نادرست بهانه‌ای برای مسدود شدن خدمات ما در زمانی که مردم بیشتر به آن نیاز دارند، شود.» شرکت افزود: «ما هیچ اطلاعاتی به صورت انبوه به هیچ دولتی ارائه نمی‌دهیم.»
برخی از اپلیکیشن‌های شبکه‌های اجتماعی مانند تلگرام، ایکس و اینستاگرام در ایران مسدود شده‌اند. طبق گزارش تایم، میلیون‌ها ایرانی از اپلیکیشن‌های مسدود شده شبکه‌های اجتماعی از طریق VPN استفاده می‌کنند.
کاربران اینترنت، طبق گزارش NBC، خواستار مداخله ایلان ماسک شدند تا اینترنت را از طریق استارلینک به ایرانیان ارائه دهد.